# 신교통 시스템

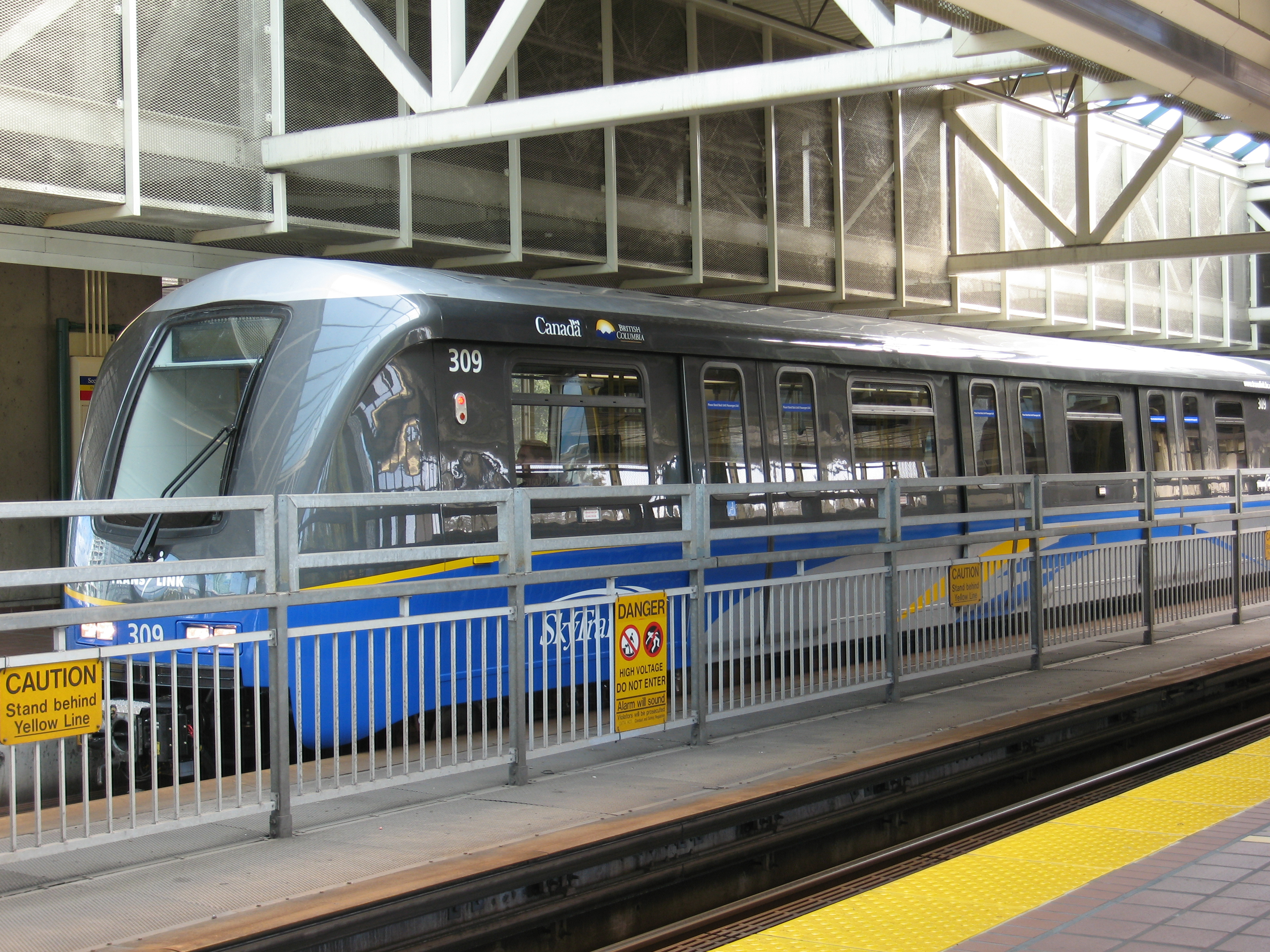
벤쿠버의 Skytrain

신교통 시스템(新交通 System)은 무인 운전이나 자동화 운전을 전제로 하는 일련의 신형 궤도계 교통수단을 의미한다. 경전철, 신 도시철도 시스템이라고 부르기도 한다. 경량전철과는 구분되는 개념이다.

## 정의
개념적으로 신교통 시스템은 경량전철과는 어느 정도 의미적으로 구분되는 고유의 특성을 가진다. 첫째, 기본적으로 자동화의 정도가 높아 운전자의 조작이 불필요한 자동 혹은 무인 운행이 가능하며, 둘째, 평면교차 없이 완전한 통행권(Rights-of-way)를 가지는 전용의 궤도를 보유하는 점에서 경량전철과 구분된다. 셋째, 비교적 소량의 교통량을 처리하는 시스템으로, 개인 내지는 수 명 정도의 단위에서 경량 전철에 근접한 량 당 수십 명 정도의 교통을 처리하는 것으로, 경량전철에 비교했을 때 대개 보다 적은 교통량을 다룬다. 특히 이러한 처리 능력 면에서 볼 경우, 노선 형태과 결합시켜 SLT(Shuttle and Loop Transit), PRT(Personal Rapid Transit)이나 GRT(Group Rapid Transit) 등으로 세분하여 표현하기도 한다.
신교통 시스템은 미국 등지에서는 종종 피플 무버(People Mover)라고도 불린다. 피플 무버는 이동보도 장치, 무정차 궤도 등과 같은 소규모의(개인 또는 소집단) 교통을 처리하는 것에 특화된 시스템을 말하는 개념으로 국내의 신교통 개념과는 약간 오차가 존재하나, 그 중에서도 가장 유사성이 있다. 이들은 대개 고무차륜 기반으로(예외적으로 철차륜식 등도 존재), 대개 소단위 내지는 개인 단위의 교통수단을 의미한다.
한편, 한국에서의 신교통 시스템 용어와 가장 유사성을 가지는 일본에서의 신교통 시스템 용어는 광의와 협의의 정의가 존재한다. 광의로는 모노레일, 라이트레일, 안내궤조식철도, 가이드웨이 버스, 자기부상식 철도, 스카이 레일 등 대한민국에서 쓰이는 광의의 경전철과 유사한 의미를 가진다. 반면, 협의로는 이 중에서 안내궤조식 철도, 이른바 AGT(en:Automated guideway transit)에 의한 중규모 교통 시스템을 의미한다.

## 역사
신교통 시스템의 가장 오래된 사례로는 1924년 대영제국 박람회장에 설치된 네버 스탑 레일웨이(Never Stop Railway)를 들 수 있다. 이는 협궤간의 철로 위에 무인 객차를 설치하고, 그 운행을 나사산이 파여진 축에 별도의 유도장치를 접촉하여 나사의 피치 간격에 따라 그 운행 속도를 가감하도록 만든 방식이었다. 상술하면, 역에서는 피치를 촘촘히 하여 도보 속도 정도로 감속하고, 역 사이 구간에서는 피치를 넓게 하여 운행 속도를 올리는 식으로 운전하는 방식으로, 역에서 도보 속도로 서행할 때 승객이 알아서 승하차하는 방식이었다. 지하철 시스템의 대체용도로 제안되었지만, 실제 본격적인 영업에 이르지 못하고, 박람회 2년 후에 철거되었다.
이후 여러 방향으로 시스템 개발이 시도되었으나 성공적으로 안착한 사례는 그리 많지 못했다. 그러나 기반 기술이 축적되어 오면서 현대적인 신교통 시스템의 형태를 띠게 되었다. 자동 운전을 갖춘 신교통 시스템의 첫 등장은 미국 탬파 국제 공항에 1971년에 설치된 것이었으며, 이후 본격적인 교통시설로서의 데뷔는 웨스트버지니아 주 모건타운(Morgantown)의 PRT 프로젝트를 통해서였다. 현재도 운영중인 이 시스템은, 웨스트버지니아 대학교의 분산되어 있는 각 캠퍼스 시설을 연결하는 것으로, 70량의 20인승 차량을 운용하고 있으며, 13.9km의 영업거리를 가진 노선이다. 이후 1981년에 일본, 1983년 프랑스 등지에서 신교통 시스템이 개통되어, 현재에 이르고 있다.

## 분류
신교통 시스템은 크게 시스템의 노선 형태, 바퀴 방식, 동력방식, 지지방식, 운전방식 등에 의해 분류한다.

### 노선 형태
- SRT(Shuttle and Loop Rapid Transit) : 셔틀 및 루프 등 단순 노선형, 열차형 차량.
- GRT(Group Rapid Transit) : 분기가 있는 복잡한 노선형, 승합형 차량.
- PRT(Personal Rapid Transit) : 개별 운송 노선형태.

### 바퀴 방식
- 고무바퀴
- 철제바퀴
- 부상식

### 동력 방식
- 원형모터
- 선형모터
- 엔진
- 케이블 견인

### 운전 방식
- 유인운전
- 무인자동운전

### 지지 방식
- 하부지지 : 과좌식 모노레일, 고무차륜식 등
- 상부지지 : 현수식 모노레일

이 밖에 설치 장소에 따라서 공항 내 궤도, 병원 등 건물 연결용, 도시 교통용 등으로 구분하기도 한다.

## 제조사

### 중형 APM
- 안살도 STS
- 봄바디어 AR
- 봄바디어 모노레일
- 가와사키 중공업 차량 회사
- 미쓰비시 중공업
- en:Véhicule Automatique Léger (VAL)
- 현대로템

### 경량형 APM
- 안살도 STS
- 봄바디어 APM
- DCC Doppelmayr Cable Car
- Leitner Group
- 포마 그룹
- 미쓰비시 중공업 크리스탈 무버
- 패리 피플 무버스 (PPM)
- 현대로템

### PRT
- 벡터스(포스코 ICT 자회사) : 현재는 적자로 인해 청산되고 그 기술은 PRT운영사인 순천에코트랜스가 보유

## 사례

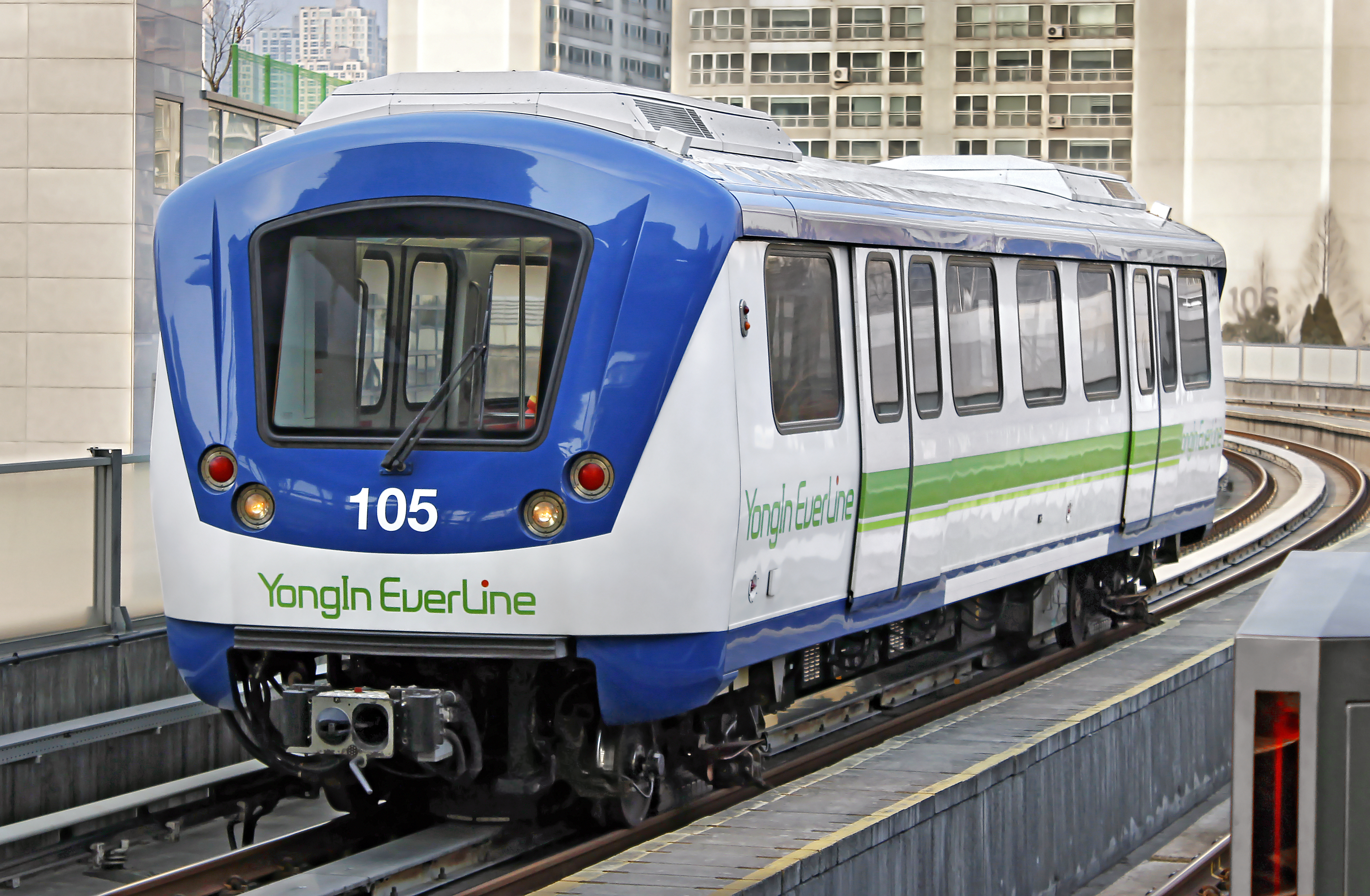
용인 에버라인 이노비아 ART 200 전동차

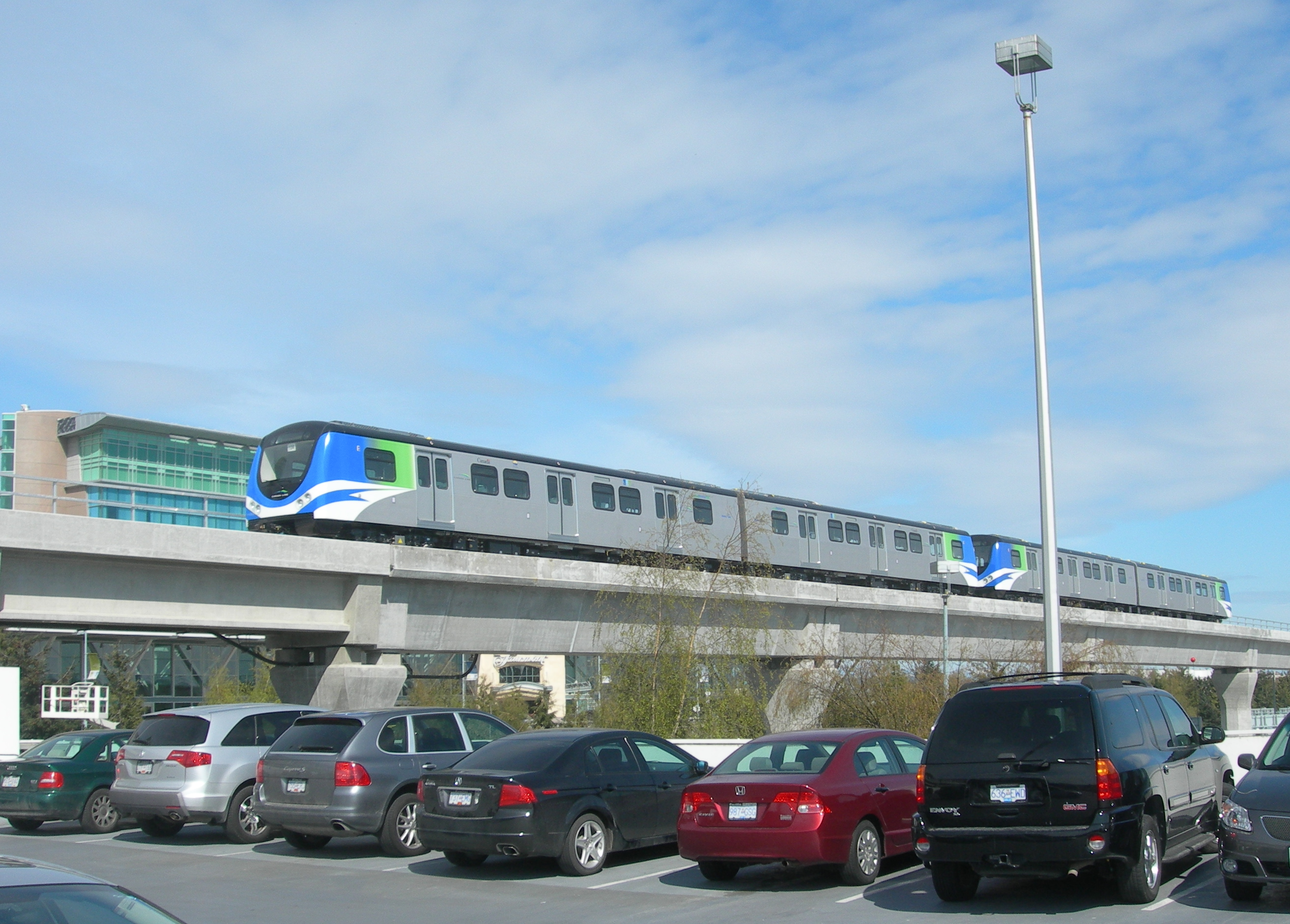
밴쿠버 스카이 트레인 캐나다 선

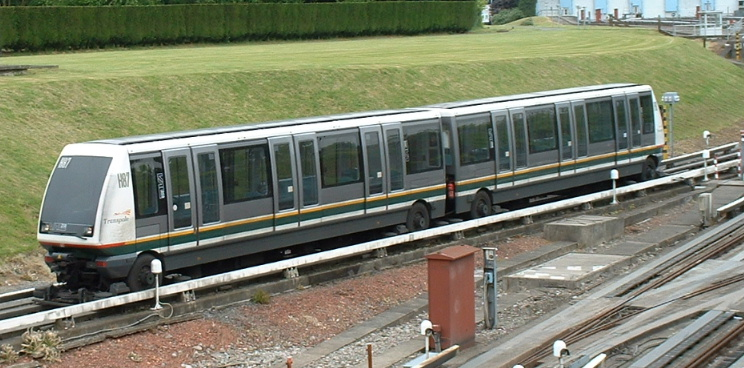
VAL 자동 운송 체계
(Véhicule Automatique Léger)

### 아시아

#### 대한민국
- 인천국제공항공사
  - 인천국제공항 셔틀트레인 : 일반 대중교통용이 아니라, 인천국제공항의 특정 탑승동 이용객 및 직원만을 위한 특수 목적용 교통 수단이다.
- 부산광역시
  - 부산 도시철도 4호선
  - 부산-김해경전철
  - 영주동 오름길 모노레일
- 의정부시
  - 의정부 경전철; VAL 시스템
- 용인시
  - 용인 경전철
- 서울시
  - 우이신설선

#### 말레이시아
- KL 모노레일
- KLIA 에어로트레인

#### 싱가포르

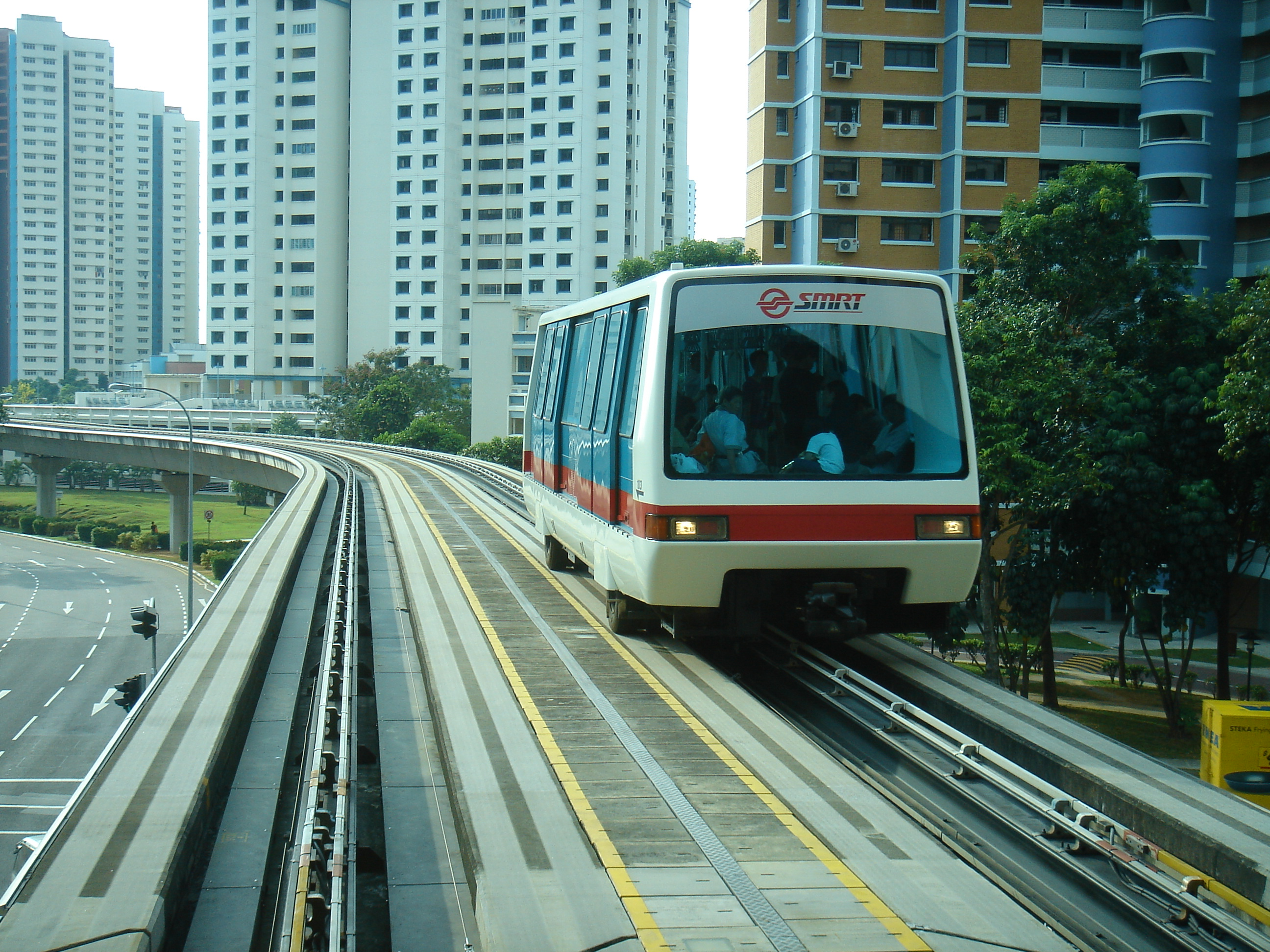
싱가포르 LRT 부킷 판장 선

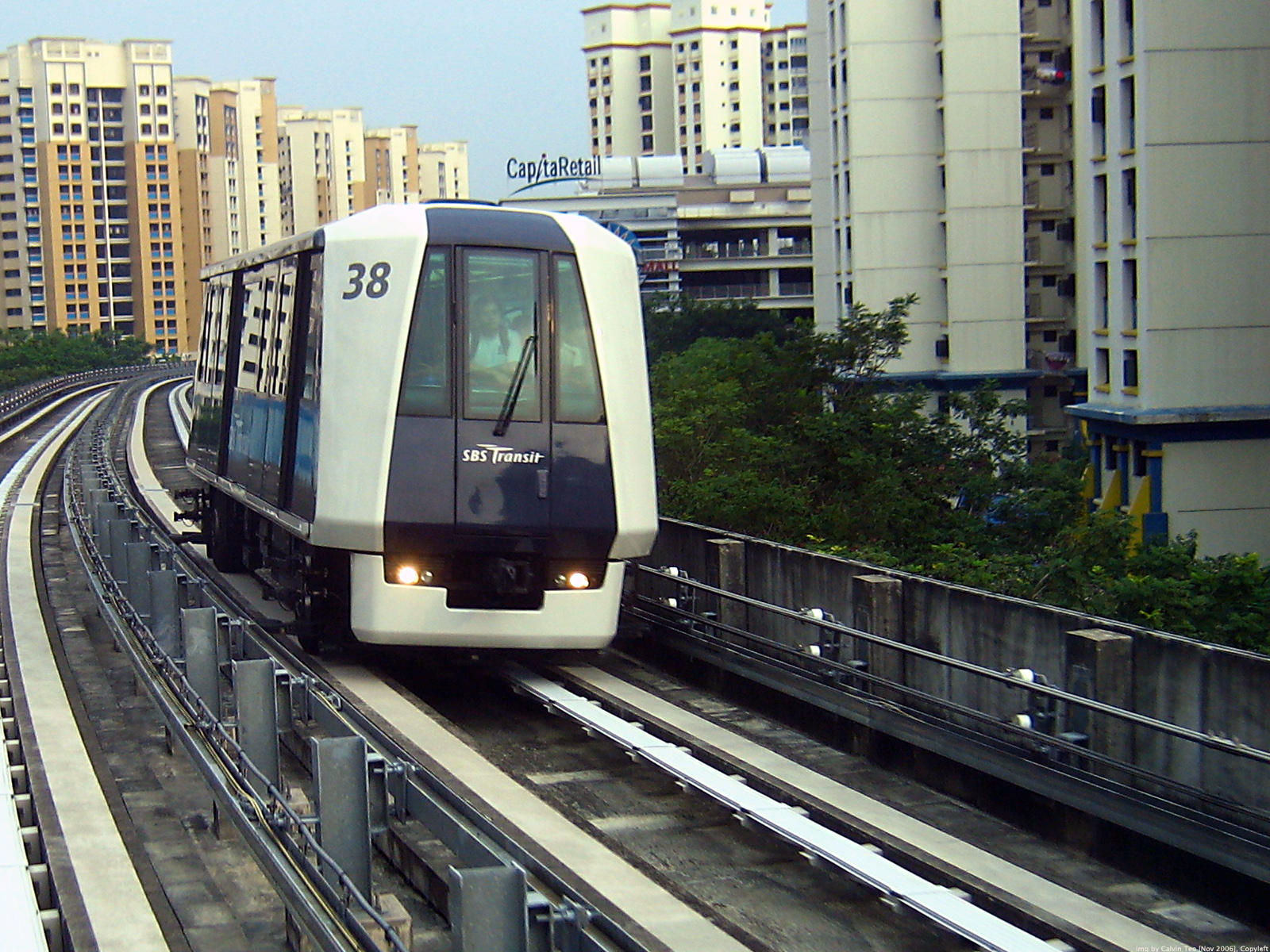
싱가포르 LRT 셍캉 선의 미쓰비시 중공업 크리스탈 무버 차량

- 싱가포르 LRT 부킷 판장 선
- 싱가포르 LRT 셍캉 선
- 싱가포르 LRT 풍골 선
- 창이 국제공항 스카이트레인

#### 아랍에미리트
- 두바이: 두바이 메트로

#### 일본
- 고베 신교통
  - 롯코 아일랜드 선 (롯코 라이너)
  - 포트 아일랜드 선 (포트 라이너)
- 나고야 가이드웨이 버스
  - 가이드웨이 버스 시다미 선 (유토리토 라인)
- 도쿄 도 교통국
  - 닛포리·도네리 라이너
- 사이타마 신도시 교통
  - 이나 선 (뉴셔틀)
- 세이부 철도
  - 야마구치 선 (레오라이너)
- 아이치 고속 교통
  - 동부구릉선 (리니모)
- 야마만
  - 유카리가오카 선
- 오사카 시 교통국
  - 난코 포트 타운 선 (뉴트람)
- 요코하마 신도시 교통
  - 가나자와 시사이드 라인
- 주식회사 유리카모메
  - 유리카모메
- 히로시마 고속 교통
  - 히로시마 신교통 1호선 (아스트람 라인)

#### 중국
- 광저우: 주장신청 자동운송 체계

#### 타이
- 수완나품 국제공항 자동운송 체계

#### 타이완
- 타이베이 첩운
  - 타이베이 첩운 종선; VAL 시스템

#### 홍콩
- 디즈니랜드 선
- 홍콩 국제공항 자동운송 체계
- 남 아일랜드 선 (동)
- 홍콩해양공원 해양열차

### 유럽

#### 덴마크
- 코펜하겐 지하철

#### 독일
- 도르트문트 H-Bahn
- 뒤셀도르프: 뒤셀도르프 국제공항 스카이트레인 (H-Bahn)
- 프랑크푸르트 공항 스카이라인 (봄바르디어 이노비아 APM)
- 뮌헨 국제공항 자동 운송 체계

#### 영국
- 버밍엄 공항 에어레일 링크
- 런던 개트윅 공항 터미널 환승 체계

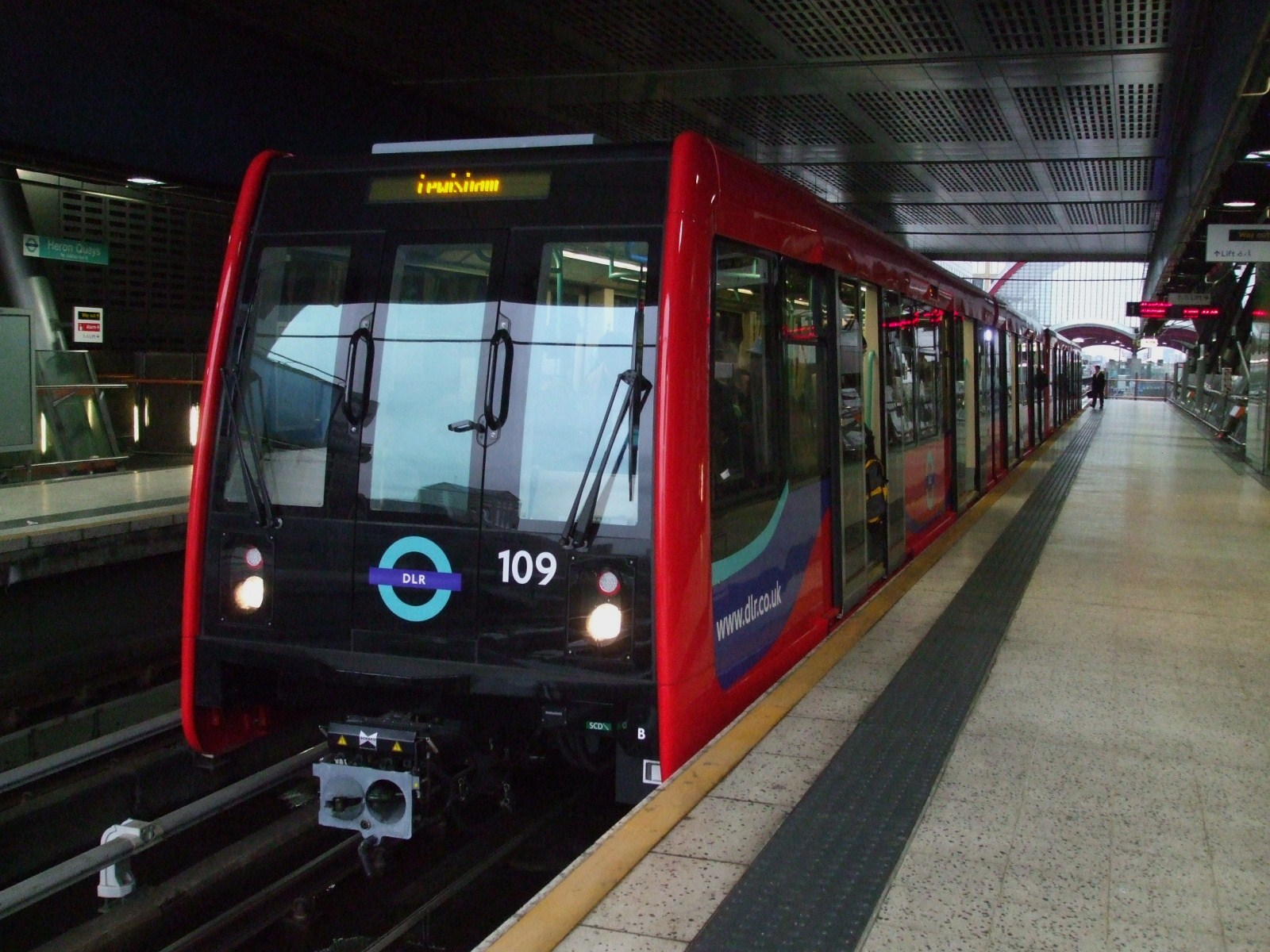
런던 도클랜즈 경전철

- 히스로 공항 터미널 5, 5B, 5C 셔틀
- 런던 스탠스테드 공항 트랜싯 시스템
- 히스로 공항: ULTra
- 도클랜즈 경전철

#### 이탈리아
- 페루자, 미니메트로 (완전 자동화)
- 밀라노, 밀라노 지하철 5호선
- 베네치아: 베네치아 피플 무버

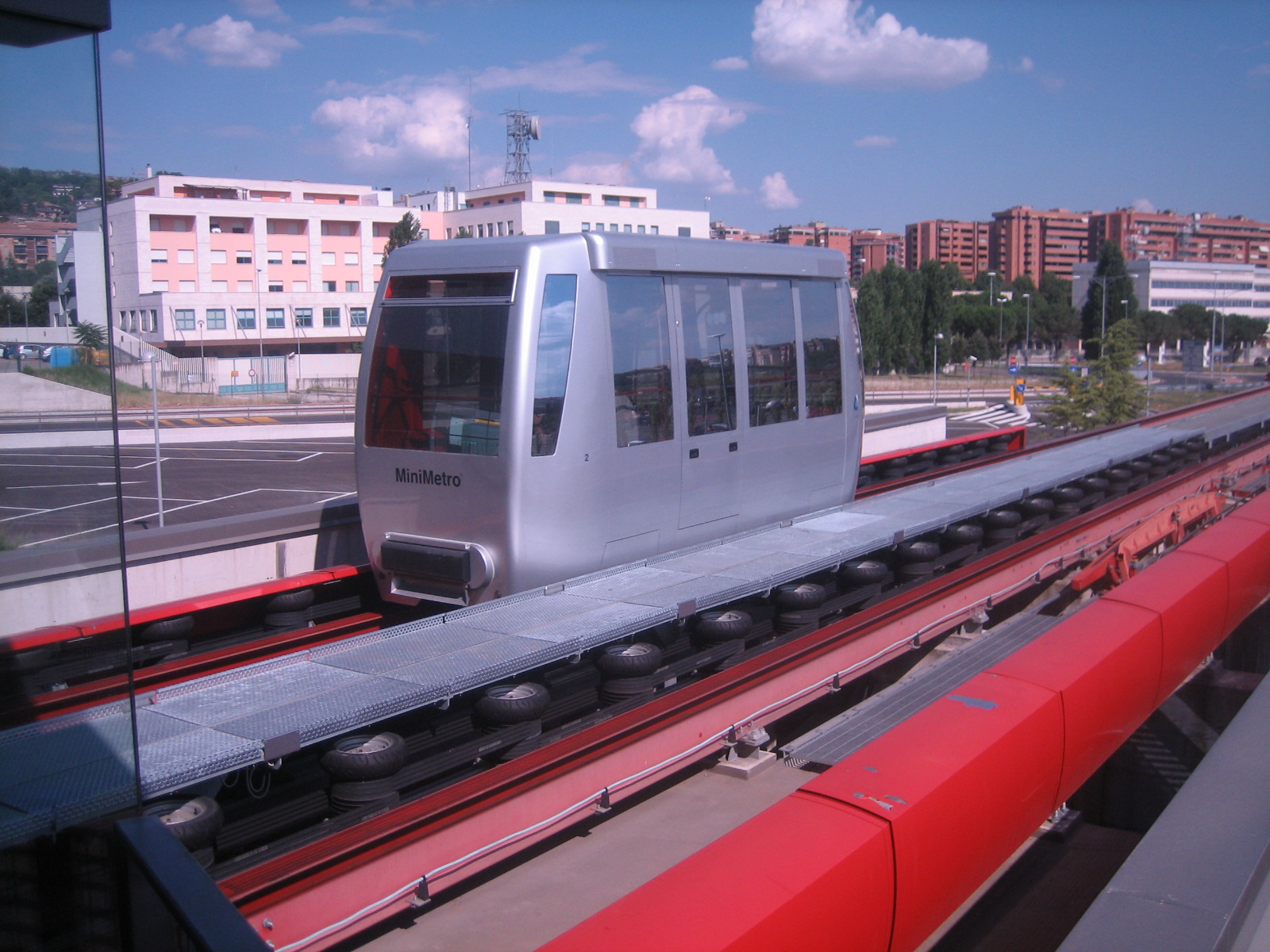
페루자의 미니메트로

- 토리노, 토리노 지하철 ; VAL 시스템

#### 포르투갈
- 오에이라스: SATU
- 포르투: Funicular dos Guindais

#### 프랑스
- 랑: (Poma 2000): 2016년 8월 27일 폐쇄

- 릴: 릴 메트로; VAL 시스템
- 파리: 오를리발, CDGVAL; VAL 시스템
- 파리: 파리 메트로 14호선; VAL 시스템
- 렌: 렌 메트로; VAL 시스템
- 툴루즈: 툴루즈 메트로; VAL 시스템

### 아메리카

#### 미국
- 애틀랜타 : ATL 스카이트레인

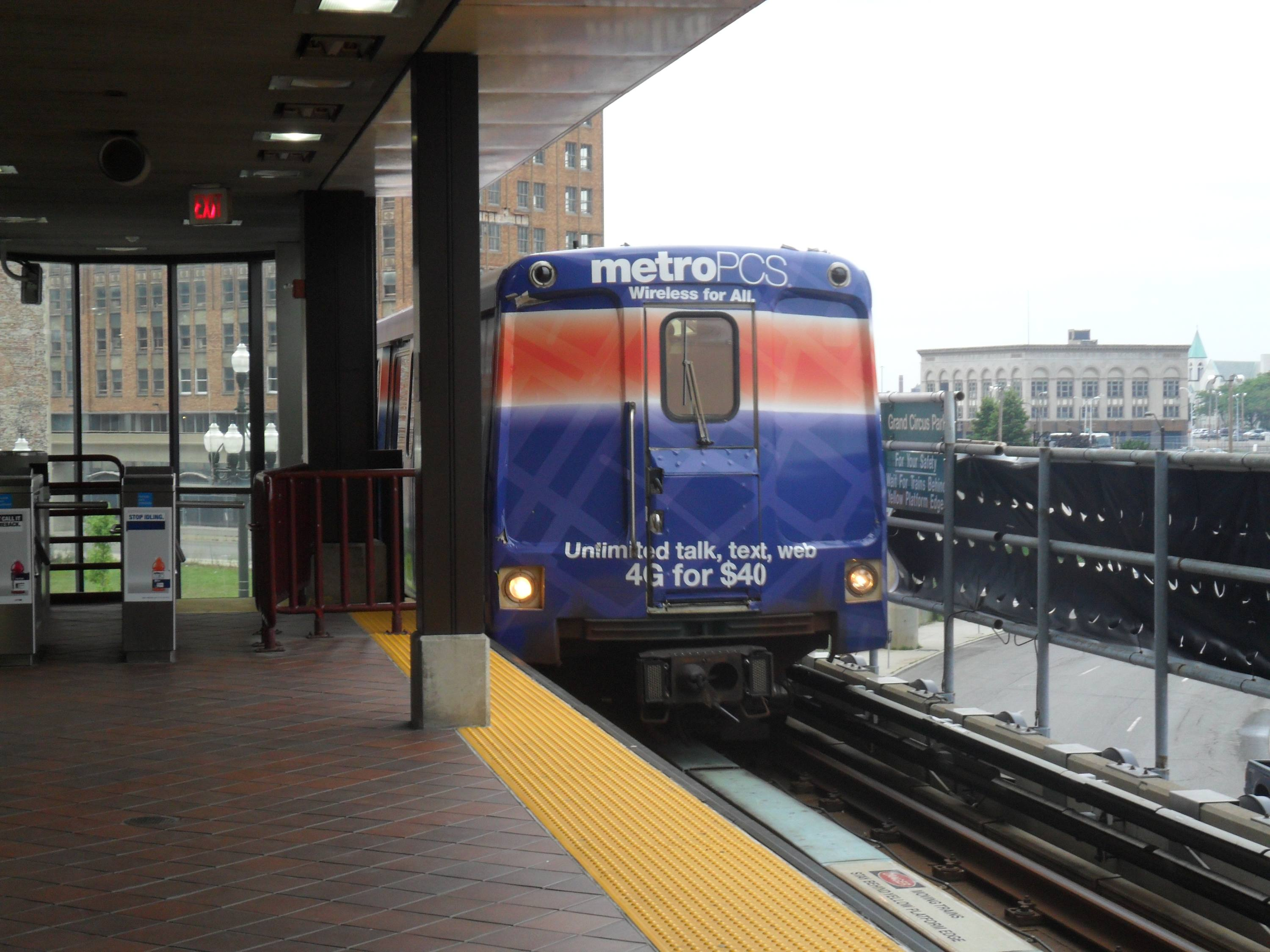
디트로이트 피플 무버

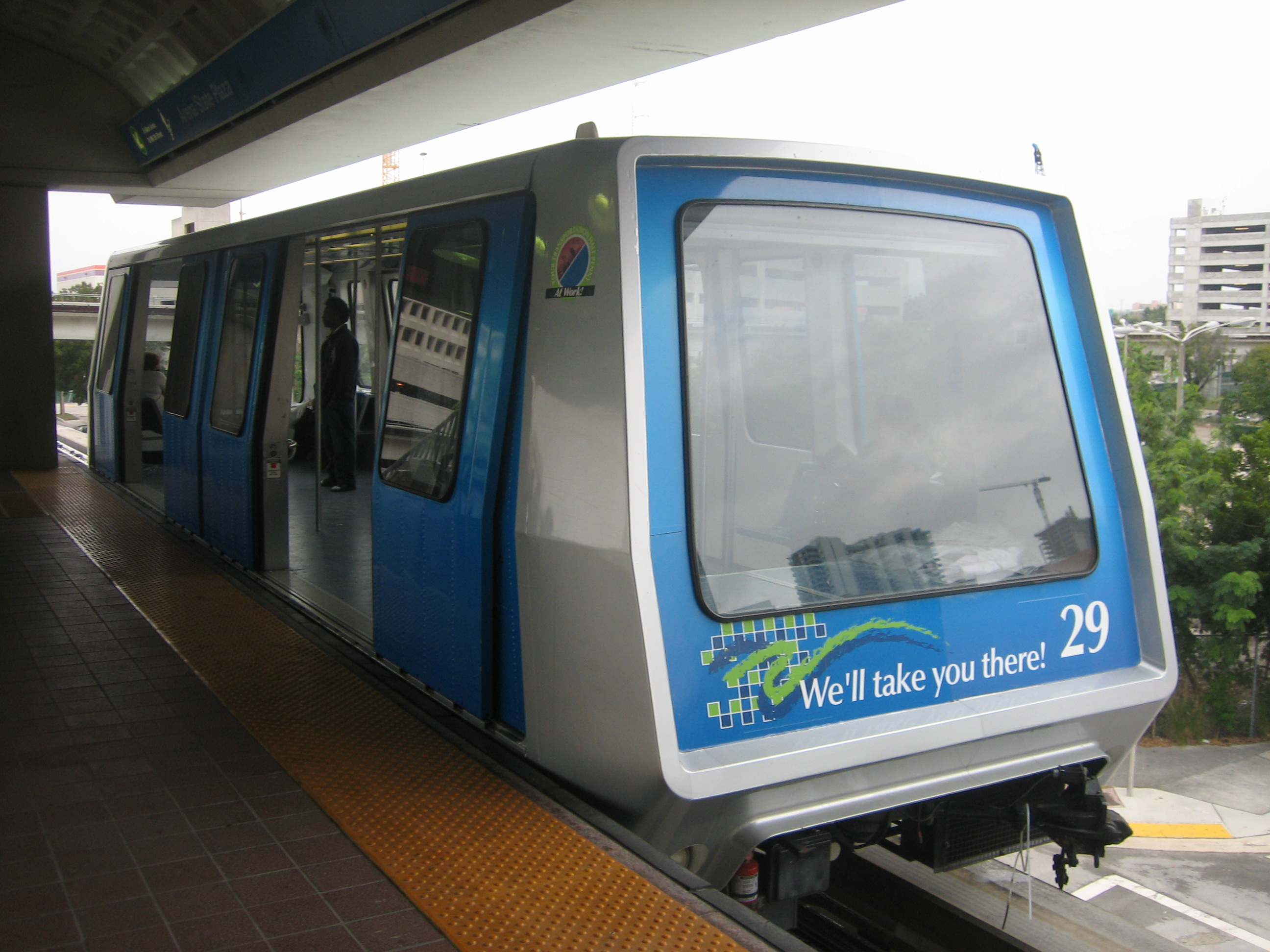
마이애미 메트로무버

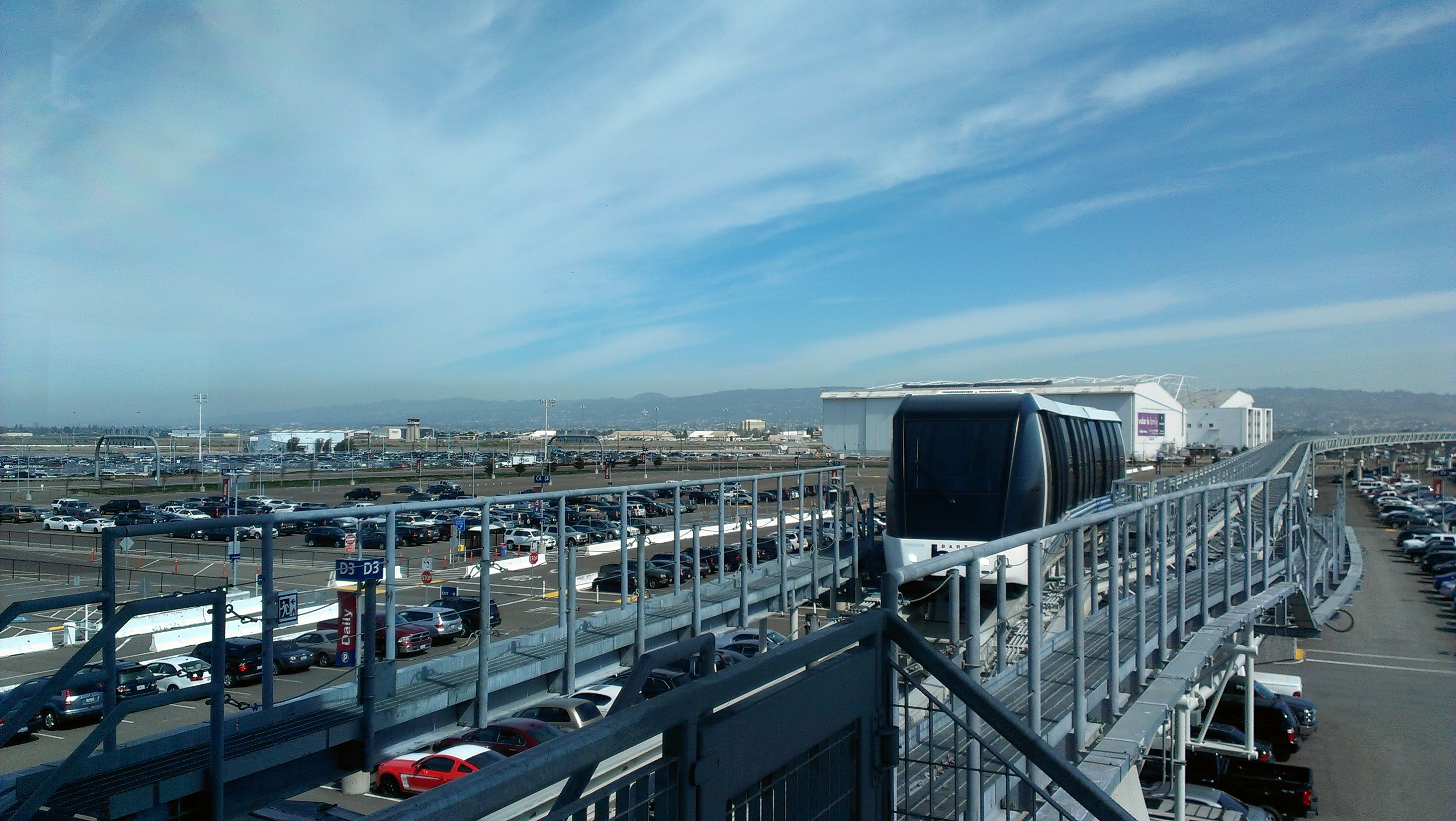
오클랜드의 BART 콜리시엄-오클랜드 국제공항선

- 시카고 : ATS Chicago ORD
- 디트로이트 피플 무버
- 잭슨빌: 잭슨빌 스카이웨이
- 마이애미: 메트로무버 (다운타운 피플 무버), MIA 무버
- 모건타운: 모건타운 퍼스널 래피드 트랜싯
- 뉴어크: 에어트레인 뉴어크
- 오클랜드: BART 콜리시엄-오클랜드 국제공항선
- 패러다이스: 만달레이 베이 트램
- 피닉스: 피닉스 스카이 트레인
- 뉴욕 퀸스: 에어트레인 JFK
- 시애틀: 시애틀 터코마 국제공항
- 워싱턴 D.C.: 미국 의회의사당 지하철 덕센/하트 선
- 뉴올리언스: 뉴올리언스 컨벤션 센터 SEF 직원 수송

#### 베네수엘라
- 카라카스: Cabletren Bolivariano

#### 브라질
- 상파울루 지하철 15호선
- 포르투알레그리 Aeromovel system

#### 캐나다
- 토론토: 스카보로 RT (반 자동화), 링크 트레인 (완전 자동화)
- 밴쿠버: 스카이트레인 (완전 자동화)

## 같이 보기
- 무인궤도교통
- 크리스탈 무버
- 유도 버스
- 복합 여객 운송
- 중량 철도 수송 시스템
- 무빙워크
- 직선형 전동기
- 롤웨이
- SK
- 슬라이드워크